# Вольные люди (Российская империя)
Во́льные лю́ди в Росси́и XVIII—XIX веков — особое сословие во вновь присоединённых к России губерниях, класс свободных людей, ни за кем не закреплённых, и не состоявших ни в цехах, ни в купечестве. Не нужно путать их с вольноотпущенными.

## XVIII век
Указом 20 октября 1783 года «вольным людям» дана была «свобода избрать такой род жизни, какой заблагорассудят», кроме крепостного состояния. Но так как в большинстве случаев это ими сделано не было, то из них само собой образовалось особое сословие, которое было положено в особый подушный оклад.
В Остзейских губерниях сословие вольных людей было уничтожено в 1847 г., и вольные люди того края были причислены к городским и сельским обществам на общем основании. Гораздо дольше сословие вольных людей удержалось в бывших польских губерниях.
Указом 23 февраля 1799 года к этому классу были отнесены выходцы из Цесарии (Австрии), Пруссии и других земель, с давних времён (с XVII столетия) поселившиеся в Литве. Такое определение вольных людей, как иностранных выходцев, перешло и в Свод законов 1857 года (т. IX, ст. 699). На самом деле происхождение этих людей крайне разнообразно, а история — запутана.

### В Литовском крае
При введении в Литовском крае подушной подати, в конце 1795 г. впервые была произведена генеральная перепись или ревизия, причём в изданных для этого формах ведомостей, о вольных людях ничего не объяснено, а сказано только, чтобы отмечать их таковыми или «землянами» по ревизским сказкам, а о «зашедших из России» подавать особые росписи. Распоряжение это подало повод к самым разнообразным толкованиям.
В разряд вольных людей попали и коренные крепостные края, никогда, ни раньше, ни позже, волей не пользовавшиеся, и действительно свободные люди, имевшие право перехода с одних земель на другие. К последним принадлежали, главным образом, иностранные выходцы и «российские люди, перешедшие из России и других мест в польские губернии, именуемые липованами». Но и эти вольные люди очень скоро превратились в крепостных.

#### Закрепощение в Литве
Прежде всего, в 1799 году, литовское губернское правление, «в предупреждение злоупотреблений и беспорядков», распорядилось ограничить свободу тех из иностранных выходцев, которые жили на помещичьих землях по контрактам. Оно объявило, что они могут переменять места только в пределах того же повета (уезда), и установило своего рода Юрьев день («не прежде и не позже апреля месяца») для перехода, по истечении контрактных сроков, с одних земель на другие.
Затем, чтобы положить конец разбору огромного числа дел о липованах, издан был указ 9 апреля 1806 года, повелевавший, что те из липованов, «которые поселились на землях владельческих без письменных условий, вступив в состояние крестьян и поныне в оном находятся, оставить навсегда приписанными к земле хлебопашцами, наравне с прочими владельческими крестьянами». Помещики не замедлили воспользоваться этим указом, чтобы превратить свободных людей в крепостных, тем более что с 1812 г. они должны были платить за вольных людей подушную подать в значительно большем размере, нежели за крепостных. А так как ни с кем из липованов и иных вольных людей письменных условий никогда не было заключено, то по ревизским сказкам 1811 и 1816 гг. почти все вольные люди были записаны помещиками в число своих крепостных крестьян.

## XIX век
Вольные люди почти совершенно исчезли, хотя ещё в 1807 году их в одной Виленской губернии считалось до 106 467 душ мужского пола. На особо учреждённые ревизионные комиссии возложено было разыскать этих вольных людей; работа пошла в ход, особенно быстро после 1837 г., но никакими точными правилами комиссии не руководствовались. В 1840 г. вольные люди, приписанные к городам, были причислены в состав городских обществ на общем основании; поселенные на землях казённых или собственных были включены в разряд государственных крестьян, а для вольных людей, сидевших на землях владельческих, было издано Положение 23 мая 1847 г., вошедшее в Свод законов 1857 г., по которому отношения между помещиками и вольными людьми должны были быть подробно определены в письменных договорах, заключаемых на срок не менее 6 и не более 12 лет.
Помещик не вправе был согнать вольного человека с земли и уклониться от заключения договора. Владелец земли, на которой сидел вольный человек, был ответствен за исправное отбывание им податей; без его разрешения вольный человек не мог отлучаться от места своего жительства. Но вольные люди не считались крепостными. В случае, если они отказывались от заключения или возобновления контракта, они могли переходить на другие земли, или же приписаться к другому свободному состоянию.
На самом деле Положение 1847 г. осталось мёртвой буквой. Вольные люди не имели представления о дарованных им правах; контракты, если и заключались, то для одной только формальности, для отвода глаз начальству. Помещики упорно продолжали считать вольных людей крепостными; такими они и были в действительности.
Когда в 1857 г. появились слухи об освобождении крестьян, с обязательным наделением их землёй, отношение помещиков к отыскиваемым правительством вольным людям вдруг изменилось. Чтобы сохранить за собой всю землю, они стали признавать вольными людьми тех самых крестьян, на крепостном происхождении которых они раньше так настаивали, перечисляли их в городские сословия, даже предлагали деньги, лишь бы только те ушли. Этим объясняются правила 25 июля 1864 г., которыми все вольные люди подразделены были на два разряда:
- к 1-му разряду отнесены были вольные люди, причисленные к этому сословию после 20 ноября 1857 г.,
- ко 2-му — состоявшие в этом сословии или причисленные к нему до того срока.

Вольных людей 1-го разряда определено было считать крепостными крестьянами; после освобождения они были наделены землёй наравне с последними.
Вольные люди 2-го разряда относительно прав состояния тоже приравнены были к крестьянам, но при поземельном их устройстве приняты были иные начала. Правила 25 июля 1864 г. признали за ними право пользоваться своими участками только в течение 12 лет, на арендном праве; на помещиков была возложена обязанность заключать об этом с вольными людьми письменные договоры; по истечении 12-летнего срока помещики могли им отказать в аренде, и они должны были удалиться.
В 1877 году помещики нашли, что определённый правилами срок обязательной 12-летней аренды истёк, и стали судебным порядком выселять вольных людей из своих земель. При приведении судебных решений в исполнение, полицейская власть встретила со стороны выселяемых упорное сопротивление, особенно там, где ей приходилось иметь дело с целыми деревнями вольных людей; в нескольких случаях потребовалось даже содействие военной силы; но и это не привело к цели. В это время вышло распоряжение министерства внутренних дел (от 16 марта 1878 г.), разъяснившее, что по правилам 1864 г. между помещиками и вольными людьми обязательно должны быть заключены письменные договоры, и что начальным моментом 12-летней аренды должен считаться день заключения договора. А так как в большинстве случаев письменных договоров ещё не было заключено, то вопрос о вольных людях на 10—12 лет был отсрочен.

### Закон 1882 г. для Северо-западного края
Необходимость упорядочить положение вольных людей, которых в начале 1880-х годов считалось до 100 000 ревизских душ, вызвала, наконец, закон 3 июня 1882 г., относящийся только к вольным людям Северо-западного края. Им было предоставлено на выбор — или выкупить занимаемые ими участки в собственность, или взять их в аренду на 6 лет. В первом случае 85 % продажной цены выдавались правительством в виде выкупной ссуды, а остальные 15 % уплачивались покупателем, с правом рассрочки их на 6 лет, по равным частям ежегодно. Продажная цена установлена либо однообразная для целой губернии, либо различная по уездам; арендная плата определялась на тех же основаниях. Для тех, кто брал участок в аренду на 6 лет, право на дальнейшее арендование его существовало лишь на основании общих гражданских законов, то есть при согласии на то землевладельца и на условиях, установленных по взаимному соглашению. Выкуп участка в собственность прекращал все права вольных людей на пользование другими землями помещика; но за лишение права пастьбы скота на землях последнего делалась скидка с продажной цены, в размере не свыше 10 %. Если занимаемый вольным человеком участок причинял явный вред или стеснение хозяйству землевладельца, то последний был вправе заменить его другим соответственного достоинства участком, причём такой участок мог быть даже куплен помещиком на стороне. Если бы, за выделом участков вольным людям, у землевладельца, не имеющего другой земельной собственности, должно было остаться меньше 100 десятин, то выдел вовсе не производится. Приведение закона в действие возложено на уездных предводителей дворянства, совместно с мировыми посредниками. Сроком для заявления вольными людьми желания выкупить участок или взять его в аренду на 6 лет назначено было 23 апреля 1885 года. Те из вольных людей, которые не пожелали ни выкупить участок в собственность, ни взять его в аренду на 6 лет, должны были оставить занимаемые ими земли к 23 апреля 1886 г. Тем вольным людям, у коих не истекали ещё сроки обязательных по правилам 1864 г. контрактов или заменявших контракты постановлений мировых посредников, предоставлено было выкупать свои участки по окончании этих сроков, но законом 21 марта 1888 года было добавлено, что о своём желании выкупить они во всяком случае должны были заявить до 1 января 1891 г. Тем же законом от 21 марта 1888 г. правила 1882 г. были распространены и на вольных людей Юго-западного края.